# إدموند كوبر
إدموند كوبر (بالإنجليزية: Edmund Cooper)‏ (30 أبريل 1926 في المملكة المتحدة - 11 مارس 1982، تشيتشستر في المملكة المتحدة)؛ كاتب، شاعر وروائي بريطاني.

## روابط خارجية
- إدموند كوبر على موقع IMDb (الإنجليزية)
- إدموند كوبر على موقع قاعدة بيانات الفيلم (الإنجليزية)